# 草莓音樂節
草莓音樂節是由中國大陸最大的獨立唱片公司摩登天空于2009年创立的一個戶外音樂節品牌，該音樂節除了本土音樂人的參與，亦會邀請來自台灣、香港和其他海外國家或地區的藝人進行演出。草莓音乐节的主要举办地点为北京通州运河公园。2013年北京草莓音樂節，三天共接待了超過10萬人次的樂迷參加。

## 历届音乐节
| 名称                                        | 日期              | 地点                                   |
| ------------------------------------------- | ----------------- | -------------------------------------- |
| 2009北京草莓音乐节                          | 5月1日—5月3日     | 北京通州运河公园                       |
| 2010北京草莓音乐节                          | 5月1日—5月3日     | 北京通州运河公园                       |
| 2010西安草莓音乐节 （草莓音乐节之天下玩乐） | 5月15日—5月16日   | 西安大唐芙蓉园                         |
| 2011北京草莓音乐节                          | 4月30日—5月2日    | 北京通州运河公园                       |
| 2011长江草莓音乐节                          | 10月2日—10月5日   | 镇江世业洲鹭岛                         |
| 2011武汉草莓音乐节                          | 10月29日—10月30日 | 武汉体育中心                           |
| 2012北京草莓音乐节                          | 4月29日—5月1日    | 北京通州运河公园                       |
| 2012新娱乐上海草莓音乐节                    | 4月29日—5月1日    | 上海世博公园                           |
| 2012长江草莓音乐节                          | 10月1日—10月3日   | 镇江世业洲鹭岛                         |
| 2013西安草莓音乐节                          | 6月1日—6月2日     | 西安大明宫国家遗址公园                 |
| 2013武汉草莓音乐节                          | 6月10日—6月11日   | 武汉体育中心                           |
| 2013长春北湖草莓音乐节                      | 10月4日—10月5日   | 长春北湖国家湿地公园                   |
| 2014武汉草莓音乐节                          | 4月19日—4月20日   | 武汉体育中心                           |
| 2014北京草莓音乐节                          | 5月1日—5月3日     | 北京通州运河公园                       |
| 2014上海草莓音乐节                          | 5月1日—5月3日     | 上海世博公园                           |
| 2014西安草莓音乐节                          | 5月17日—5月18日   | 西安大明宫国家遗址公园                 |
| 2014深圳草莓音乐节                          | 5月16日—5月18日   | 深圳大运中心                           |
| 2014成都草莓音乐节                          | 5月31日—6月1日    | 成都保利198公园                        |
| 2014绿地海外滩长沙草莓音乐节                | 7月5日—7月6日     | 长沙橘洲沙滩乐园                       |
| 2014一汽大众·厦门草莓音乐节                 | 7月12日—7月13日   | 厦门观音山梦幻公园                     |
| 2014长春北湖草莓音乐节                      | 9月6日—9月7日     | 长春北湖国家湿地公园                   |
| 2014天津草莓音乐节                          | 10月1日—10月2日   | 天津未来科技城·渤龙湖                  |
| 2014大理草莓音乐节                          | 10月2日—10月3日   | 大理国际奥林匹克体育中心               |
| 2014郑州草莓音乐节                          | 10月5日—10月6日   | 郑州香堤湾温泉                         |
| 2015武汉草莓音乐节                          | 4月18日—4月19日   | 武汉体育中心                           |
| 2015上海草莓音乐节                          | 5月1日—5月3日     | 上海世博公园                           |
| 2015西安草莓音乐节                          | 5月16日—5月17日   | 西安大明宫国家遗址公园                 |
| 2015成都草莓音乐节                          | 6月13日—6月14日   | 成都保利198公园                        |
| 2015长沙草莓音乐节                          | 6月27日—6月28日   | 长沙橘洲沙滩乐园                       |
| 2015重庆草莓音乐节                          | 10月24日—10月25日 | 重庆中央公园                           |
| 2015绵阳草莓音乐节                          | 10月24日—10月25日 | 绵阳国际会展中心                       |
| 2015厦门（集美）草莓音乐节                  | 11月7日—11月8日   | 厦门集美区杏林湾大草地                 |
| 2015南方草莓音乐节                          | 11月28日—11月29日 | 东莞麻涌·印象水乡                      |
| 2019武汉草莓音乐节                          | 3月30日—3月31日   | 武汉园博园                             |
| 2019上海草莓音乐节                          | 4月26日—4月28号日 | 上海瑞可碧橄榄球运动俱乐部             |
| 2019成都草莓音乐节                          | 4月26日—4月28日   | 成都国际非遗博览园                     |
| 2019长沙草莓音乐节                          | 6月1日—6月2日     | 长沙新国际会展中心                     |
| 2021武汉草莓音乐节                          | 5月1日—5月2日     | 武汉园博园                             |
| 2021山西草莓音乐节                          | 10月16日—10月17日 | 榆次老城                               |
| 2021福州草莓音乐节                          | 12月25日—12月26日 | 福州旗山湖公园                         |
| 2023成都草莓音乐节                          | 4月8日—4月9日     | 成都非遗创意产业园                     |
| 2023佛山草莓音乐节                          | 4月15日—4月16日   | 佛山南海体育中心                       |
| 2023北京草莓音乐节                          | 4月29日-5月1日    | 北京世园公园飞行营地                   |
| 2023三亚草莓音乐节                          | 5月13日-5月14日   | 三亚海棠区海棠广场                     |
| 2023乌鲁木齐草莓音乐节                      | 5月27日—5月28日   | 乌鲁木齐乌房东方茂一区                 |
| 2023长沙草莓音乐节                          | 5月27日—5月28日   | 长沙国际会展中心西广场                 |
| 2023杭州草莓音乐节                          | 6月17日—6月18日   | 杭州大运河杭钢广场                     |
| 2023桂林草莓音乐节                          | 6月23日—6月24日   | 桂林七星区桂海晴岚国际旅游度假区       |
| 2023沈阳草莓音乐节                          | 8月26日—8月27日   | 沈阳和平杯世界足球公园                 |
| 2023珠海草莓音乐节                          | 9月16日—9月17日   | 珠海金湾区榄溪沙广场                   |
| 2023喜力·泉州草莓音乐节                     | 9月23日—9月24日   | 泉州台商投资区八仙过海欧乐堡度假区沙滩 |
| 2023浮梁草莓音乐节                          | 10月4日—10月5日   | 景德镇市浮梁体育中心·东侧草坪          |
| 2023贵阳草莓音乐节                          | 10月21日—10月22日 | 贵阳观山湖公园民族大联欢广场           |
| 2023中国银联·广州超级草莓音乐节             | 11月18日—11月19日 | 广州白云区设计之都三区                 |
| 2023特仑苏·海南三亚草莓音乐节               | 12月30日—12月31日 | 三亚海昌梦幻海洋不夜城                 |
| 2024佛山草莓音乐节                          | 3月16日—3月17日   | 佛山南海体育中心体育场                 |

## 争议

### 2021年福州草莓音乐节手机失窃事件
2021年12月25日，草莓音乐节福州站遭遇某流窜作案团伙到访后发生大规模失窃案件，自从18时起至20时，短短的三小时之内就先后有91人遭遇手机或身份证丢失。在音乐会结束不久，报警点就挤满了报案的听众，原因均为自己的手机或身份证在看演出时被偷走了。但是当群众以及记者拍摄照片的时候，却被警察带到就近派出所逼迫删掉视频，且狂言：“搜查信息是警察的权限，而不是个人。”事发后第二天，因为舆论压力，福州市公安局决定搜捕，但仅追回其中55部手机和不到十张身份证。事情发生之后，福州警方多次压低被盗人数等数字，且讨论相关事件的多数群众在此之后便遭遇微博、微信等平台的永久封号，并且无人问津，且相关平台未发布任何致歉声明。
据悉，被捕的小偷是以刘某（男，41岁，安徽人）为首等盗窃团伙成员4名，并查扣被盗手机55部（最终找回57部）。也有部分听众指出，在12月25日当天的音乐会上，主办方并无任何关于防止偷窃的告示，甚至事件初期许多热心群众在关心事情的时候还被警察威胁并直接带入派出所截至目前，除了该条通报之外，福州警方并无后续报道。